# Дёда-Фаллет
Дёда-Фаллет (швед. Döda Fallet, «мёртвый водопад») — бывший водопад на реке Индальсэльвен, пересохший в 1796 году в результате изменения русла реки. Расположен в шведской провинции Емтланд, примерно в 10 километрах юго-востоку от города Хаммарстранд, рядом с шоссе 87.

## История

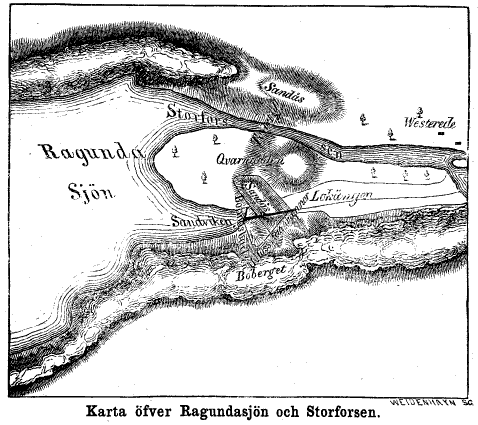
Южная часть озера — водопад находился в верхней протоке, новая протока изображена в нижней части карты

Прежде этот водопад назывался Йедунгсен (Gedungsen) или Стурфорсен (Storforsen), имел высоту приблизительно 35 метров и находился на реке Индальсельвен, которая протекала сквозь озеро Рагундашён. Для формирующейся лесной промышленности водопад представлял большую проблему, поскольку большая часть древесины при лесосплаве разбивалась в высоком, крутом и скалистом водопаде. Весной 1796 года торговец из Сундсвалля Магнус Хусс, который был известен также под именем «дикий Хуссен» (Vild-Hussen), возглавил работы по созданию канала для сплава древесины южнее русла реки, в обход водопада. Вместо того, чтобы рыть канал вручную, Хусс решил использовать воду из протекающего рядом ручья, которая с помощью специально построенных установок, контролировавших поток, сама пробивала себе русло сквозь песчаную гряду. Участники проекта не знали тогда, что песчаный хребет образовался при самом последнем ледниковом периоде и первоначальное русло реки лежало как раз под песчаной грядой.
Весеннее половодье привело к тому, что поднявшиеся воды озера начали быстро размывать уже сделанную траншею. Когда протока была размыта, озеро Рагундашён, имевшее длину 4 км, почти полностью вытекло через расширившийся канал в течение четырёх часов в ночь с 6 на 7 июня 1796 года. Множество поселений, хозяйств и промыслов, располагавшихся ниже по течению, были смыты бурным потоком в считанные часы, однако никто из жителей не пострадал. Эта природная катастрофа считается одной из самых крупных в Швеции.
В результате река Индальсельвен сменила русло и водопад исчез навсегда, превратившись в «Мёртвый водопад». Лесосплавная компания вдобавок к возможности сплавлять лес получила множество исков от людей, живших ниже водопада. Дно озера, обнажившееся в результате происшествия, было использовано в сельскохозяйственных целях.
Дёда-Фаллет получил статус заповедника в 1964 году и считается одной из основных туристических достопримечательностей коммуны Рагунда. Здесь же неподалёку был построен театр с вращающимся зрительным залом. Весной и летом здесь ставятся спектакли под открытым небом.
Что же касается дальнейшей жизни Магнуса Хусса, то, согласно преданиям и некоторым записям, озлобленные крестьяне посадили его связанного в лодку без вёсел, и спустили в реку по направлению к водопаду Svarthålsforsen, что неподалёку от города Bispgården. Его тело было найдено у берегов поселения Лиден, там же он был похоронен в старой церкви 10 сентября 1797 года.